# Сант'Андреа (Гросето)
Сант'Андреа (итал. Sant'Andrea) је насеље у Италији у округу Гросето, региону Тоскана.
Према процени из 2011. у насељу је живело 6 становника. Насеље се налази на надморској висини од 50 м.